# Gabriela Michetti

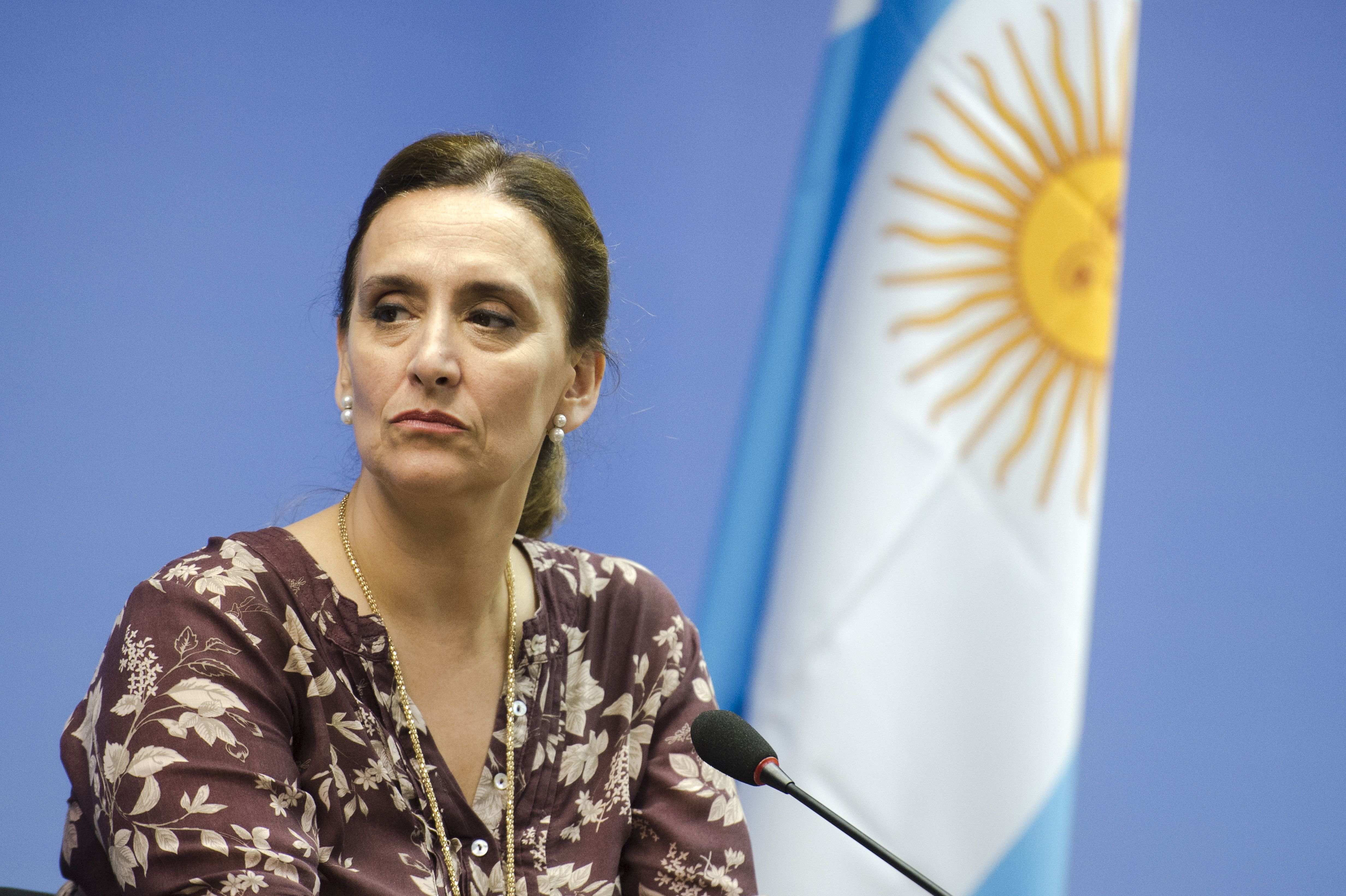
Gabriela Michetti 2016.

Gabriela Michetti, född 28 maj 1965 i Laprida, är en argentinsk politiker som tillhör Propuesta Republicana. Hon var Argentinas vicepresident under president Mauricio Macri 2015–2019.
Hon är släkt med tidigare presidenten Arturo Umberto Illia. Efter en bilolycka sitter hon i rullstol sedan 1994.